# Elizabeth Eastlake
Elizabeth Eastlake (Norwich, 17 novembre 1809 – Londra, 3 dicembre 1893) è stata una scrittrice e critica d'arte britannica.

## Biografia
Elizabeth Eastlake viene ricordata non solo per i suoi scritti ma soprattutto il ruolo significativo nel mondo dell'arte di Londra, mentre suo marito, Sir Charles Eastlake, era il direttore della National Gallery.

### Origini familiari ed età giovanile
Originaria di Norwich, nacque in una nota e stimata famiglia. Il padre Edward Rigby, era un medico ma dedicava insieme alla moglie molto del suo tempo al mondo della letteratura e dell'arte. Per questo motivo Elisabeth poté beneficiare fin dall'infanzia delle conoscenze familiari, frequentando personaggi di spicco e intellettuali della società cittadina.

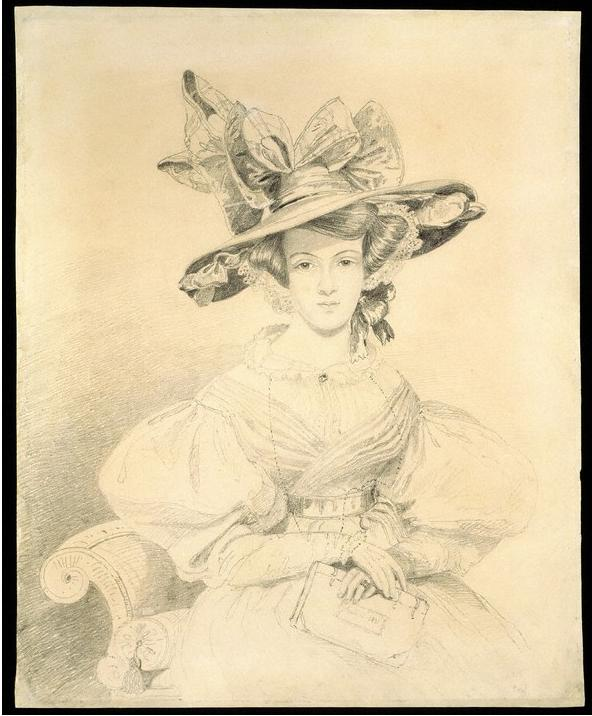
Lady Elizabeth Eastlake, Ritratto del 1831
(Victoria and Albert Museum).

Elisabeth era appassionata di disegno e nei suoi studi non mancò di coltivare la storia dell'arte.
Nel 1821, si trasferì a Framingham Earl dove continuò gli studi imparando francese e italiano. Dopo il 1827, andò con la sua famiglia per un soggiorno di oltre due anni a Heidelberg in Germania, dove acquisì un'approfondita conoscenza della lingua tedesca. Qui poté cimentarsi nella pubblicazione della traduzione di un saggio sull'arte inglese: Tour di un artista tedesco in Inghilterra, del pittore tedesco Johann David Passavant. In un secondo viaggio in Germania nel 1835, scrisse una piccola monografia su Goethe.
Dopo un viaggio protrattosi dal 1838 al 1841 in Russia e successivamente in Estonia per una visita ad una sorella sposata, la pubblicazione delle sue lettere e del suo libro Un soggiorno sulle rive del Baltico (1841) ebbero come risultato un invito, da parte dell'editore John Gibson Lockhart, a scrivere per la rivista politico-letteraria Quarterly Review.
Nel 1842, con la madre Anne, decise di trasferirsi ad Edimburgo. Questa circostanza diede nuovo impulso alla carriera letteraria di Elizabeth permettendole di entrare in contatto con un più variegato ambiente intellettuale. Ebbe modo di conoscere personalità di prim'ordine, tra cui Lord Jeffrey, John Murray e David Octavius Hill, che, con l'assistenza di Robert Adamson la ritrasse in venti immagini fatte con la nuova tecnica della calotipia. Nel 1857, alla luce di questa esperienza, pubblicò un saggio sul rapporto tra arte e fotografia, dimostrando di essere ben aggiornata su questa nuova forma "arte nuova e misteriosa" riuscendo a metterne in evidenza i punti di forza e di debolezza.

### Il matrimonio con Sir Charles Eastlake e la maturità
Nel 1846 dal suo diario emergeva la sua soddisfazione per i molti vantaggi derivanti dal suo status di donna nubile, quasi a voler giustificare il fatto di non essersi ancora sposata. Tuttavia tre anni più tardi, a 40 anni, Elisabetta sposò Sir Charles Eastlake e iniziò a condividere il suo coinvolgente lavoro e la sua vita sociale, intrattenendo artisti come Edwin Landseer e facendo la conoscenza di un'ampia gamma di personaggi famosi, da Thomas Babington Macaulay a Lady Lovelace.
Insieme al marito non smise di viaggiare e tra il 1850 e il 1860 fece il giro diversi paesi europei in cerca di nuove acquisizioni per la galleria.
Ciò nonostante continuò a scrivere pubblicando diversi libri. Contribuì a diffondere in Inghilterra la storia dell'arte tedesca, sia attraverso la sua attività di critico d'arte, sia attraverso il suo lavoro di traduttrice, pubblicando in inglese le opere di Gustav Friedrich Waagen e di Franz Theodor Kugler.
Spesso ebbe modo di collaborare anche nel lavoro del marito, e dopo la sua morte avvenuta nel 1865 a Pisa, scrisse su di lui un libro di memorie.
Si dedicò molto anche alla storia dell'arte italiana e tedesca. Le monografie di Leonardo da Vinci, Michelangelo, Tiziano, Raffaello e Dürer furono la materia che interessò l'ultimo lavoro da lei pubblicato nel 1883.

### Reputazione
Dopo la sua morte è stata ricordata non sempre con toni benevoli, in particolare per la recensione graffiante di Jane Eyre, romanzo da lei strenuamente criticato. Ne contestò i risvolti morali. Scrisse che ...la popolarità di Jane Eyre è la prova di come la passione per le storie d'amore illecite sia profondamente radicata nella nostra natura... per concludere sarcasticamente: È un'opera notevole. Non abbiamo mai avuto modo di riscontrare una così efficace capacità narrativa unita nel contempo ad una storia di così incisivo pessimo gusto.
Deve anche la sua notorietà per i suoi attacchi al celebrato critico d'arte John Ruskin, mossi contro di lui, dopo il periodo che la vide confidente e protettrice della sua ex moglie Effie Gray.
Secondo la professoressa di studi vittoriani Rosemary Mitchell, tuttavia, il suo lavoro di storica dell'arte e di scrittrice è stato significativo e originale. Mitchell considera Eastlake un critico erudito e attento e un vero pioniere del giornalismo femminile.